# Sarah Marquis
Sarah Marquis (Delémont, 20 giugno 1972) è un'avventuriera, esploratrice e scrittrice svizzera.

## Biografia
Trascorre la sua giovinezza a Montsevelier, un villaggio nel Canton Giura nel nord della Svizzera. Suo padre lavorava come orologiaio per Swatch, sua madre casalinga e ha due fratelli.
Dall'età di otto anni si diverte a dormire con il suo cane sotto le stelle e così si appassiona per le avventure e la vita selvaggia. 
Ha cominciato l'esplorazione in giovane età: a sedici anni lavora per una società ferroviaria europea, in modo da poter viaggiare gratuitamente; a diciassette va in Turchia, dove a cavallo percorre tutta la regione dell'Anatolia Centrale; a vent'anni un viaggio l'ha portata in Nuova Zelanda dove per la prima volta è entrata veramente in contatto con la natura selvaggia, trascorrendo un mese nel Parco nazionale di Kahurangi senza portare alcuna scorta di cibo; peripezie successive hanno incluso l'attraversamento in canoa del parco provinciale dell'Algonquin in Canada, il campeggio in Patagonia e l'escursione sul Pacific Crest Trail degli Stati Uniti.
Dopo queste esperienze a cavallo e in canoa, sceglie la marcia a piedi su lunghe distanze: Marquis cammina per decine di chilometri con un sacco o un carrello a mano contenenti il suo equipaggiamento e la sera pianta una tenda per trascorrere la notte. I rifornimenti sono organizzati da suo fratello o da un responsabile della spedizione. Per i finanziamenti si affida a sponsor. Presenta le sue avventure in libri e conferenze in Svizzera e negli Stati Uniti.

## Avventure
Nel 2000 effettua la sua prima traversata solitaria da nord a sud degli Stati Uniti (4260 km in 4 mesi), passando per le Montagne Rocciose e il Deserto del Mojave.
La traversata dei deserti australiani nel 2002-2003 (14000 km in 17 mesi) è raccontata nel suo primo libro «L'aventurière des sables». Il celebre outback australiano è un percorso classico per gli esploratori e gli avventurieri.
Nel 2006 segue la Cordigliera delle Ande, dal Cile al Machu Picchu: 7000 km in 8 mesi. Questo percorso è raccontato nel libro «La voie des Andes».
Ha anche marciato a piedi dalla Siberia all'Australia passando per il deserto del Gobi, la Cina, il Laos e la Thailandia. In questa avventura (chiamata ExplorAsia), ha affrontato temperature da -20 gradi Celsius a +40, tempeste di sabbia, visite ostili di cavalieri mongoli ed è stata in pericolo per via di trafficanti di droga e la dengue. Questa avventura di 20000 km in 1000 giorni è raccontata nel suo libro «Sauvage par nature».
Nel 2015, Sarah Marquis trascorre tre mesi nella regione di Kimberly (Australia Occidentale). Percorre 800 chilometri e sopravvive nel bush australiano raccogliendo frutti selvatici e catturando pesci. Le sue avventure sono descritte nel libro «Instincts»”.
Nel 2014 la rivista National Geographic ha nominato Sarah Marquis una degli “Avventurieri dell'anno”. Per la rivista L'Hebdo, Sarah Marquis è una nuova Ella Maillart: la stessa esploratrice svizzera afferma d'essere stata ispirata dai racconti di Ella Maillart e Theodore Monod, ma anche dalle avventure del celebre fumetto Tintin.

## Opere
- Sarah Marquis, Selvaggia: ho camminato fino alla fine del mondo, Milano, Sperling & Kupfer, 20 ottobre 2015, ISBN 978-88-200-5933-0.
- (FR) Sarah Marquis, L'aventurière des sables: 14000 kilomètres à pied à travers les déserts australiens [L'avventuriera delle sabbie: 14000 chilometri a piedi attraverso i deserti australiani], Paris, Editions du Roc, Bévilard, 18 ottobre 2018  [2004], ISBN 978-2-7499-3771-7.
- (EN) Sarah Marquis, The desert hiker: 14000 km on foot across the australian outback [La vagabonda del deserto: 14000 km a piedi attraverso l'entroterra australiano], Verbier, Eucalype, 2007, ISBN 978-2-8399-0340-0.
- (FR) Sarah Marquis, La voie des Andes: 8 mois à pied sur la Cordillère des Andes [La via delle Ande: 8 mesi a piedi sulla Cordigliera delle Ande], Verbier, Eucalype, 2007, ISBN 978-2-8399-0283-0.
- (FR) Sarah Marquis, L'extraordinaire destin de D'Joe: le chien australien de l'aventurière Sarah Marquis [Il destino straordinario di D'Joe: il cane australiano di Sarah Marquis] (PDF), illustrazioni di Lydie Berney, Verbier, Eucalype, 2009, ISBN 978-2-8399-0520-6. URL consultato il 6 marzo 2019 (archiviato dall'url originale il 13 maggio 2014).
- (FR) Sarah Marquis, Déserts d'altitude: du Chili au Machu Pichu, 8 mois à pied sur la cordillère des Andes [Deserti di altitudine: dal Cile a Machu Pichu, 8 mesi a piedi sulla Cordigliera delle Ande], Paris, Pocket, 19 maggio 2016, ISBN 978-2-266-26400-6.
- (FR) Sarah Marquis, Sauvage par nature: de Sibérie en Australie, 3 ans de marche extrême en solitaire [Selvaggia per natura: 3 anni di marcia estrema in solitaria dalla Siberia all'Australia], Neuilly-sur Seine, Michel Lafon, 15 maggio 2014, ISBN 978-2-7499-2073-3.
- (FR) Sarah Marquis, Instincts: 3 mois seule à pied, en survie dans l'Ouest sauvage australien [Istinti: 3 mesi da sola a piedi, sopravvivendo nel selvaggio ovest australiano], Neuilly-sur Seine, Michel Lafon, 1º ottobre 2016, ISBN 978-2-7499-2893-7.
- (FR) Sarah Marquis, La nature dans ma vie: les trucs et astuces d'une aventurière, recettes énergie, comprendre son corps, croquer la vie [La natura nella mia vita: le astuzie e i trucchi di un'avventuriera, ricette energetiche, capire il proprio corpo, segnare la vita], Neuilly-sur Seine, Michel Lafon, 2 novembre 2017, ISBN 978-2-7499-3408-2.